# Биг Мак
«Биг Мак» (англ. Big Mac) — гамбургер, продаваемый международной сетью ресторанов быстрого питания McDonald’s. Впервые был представлен в районе Питтсбурга в 1967 году, а в 1968 году — во всех штатах США. Это один из флагманских продуктов и фирменных блюд компании. «Биг Мак» состоит из двух говяжьих котлет, соуса, салата, сыра, солёных огурцов и лука на трёхслойной булочке с кунжутом.

## История
«Биг Мак» был придуман Джимом Деллигатти (англ. Jim Delligatti), одним из первых франчайзи Рэя Крока, управлявшим несколькими ресторанами в Питтсбурге, Пенсильвания. Изобретён на кухне первого франчайзингового ресторана «Макдоналдс» Деллигатти, расположенного на Макнайт Роуд в пригороде Росс Тауншип.
У Биг Мака было два предыдущих названия, оба из которых провалились на рынке: «Аристократ», которое американцы считали трудным для произношения и понимания, и «Блю Риббон Бургер». Третье название, «Биг Мак», было придумано Эстер Гликштейн Роуз, 21-летней секретаршей-рекламщицей, работавшей в штаб-квартире McDonald’s в Оук-Брук, Иллинойс.
Дебют Биг Мака состоялся 22 апреля 1967 года в «Макдоналдсе», принадлежавшем Деллигатти в Юнионтауне, Пенсильвания, по цене 0,45 доллара США (эквивалент 3,66 доллара США в 2021 году).
Изначально он создавался как конкурент аналогичному гамбургеру ресторана Big Boy, но впоследствии оказался столь популярным, что в 1968 году стал продаваться во всех штатах США. Одной из его особенностей, отличавшей его от всех остальных бургеров того времени, стал третий кусок хлеба (англ. "club" layer), стабилизирующий содержимое и не дающий гамбургеру развалиться.
Сегодня «Биг Мак» известен во многих странах мира. Журнал The Economist использует этот гамбургер как сравнительный показатель индекса стоимости жизни в различных странах (см. Индекс бигмака), так как он весьма распространён и содержит в себе основные продукты сельского хозяйства любой страны. В англоязычных странах такой подход называют «бургерономикой».
В январе 2019 года компания McDonald’s проиграла тяжбу против ирландской сети быстрого питания Supermac’s за эксклюзивное право на товарный знак Big Mac. Такое решение вынесло ведомство по интеллектуальной собственности Европейского союза (EUIPO).

## Описание продукта
«Биг Мак» состоит из булочки, разрезанной на три части (самая верхняя часть сверху присыпана кунжутом), двух котлет весом примерно 50 (±10) граммов каждая, одного тонкого кусочка сыра, двух кусочков маринованного огурца, лука, салата айсберг и соуса Биг Мак.

### Варианты
- «Мега Мак» (англ. Mega Mac) или «Двойной Биг-Мак» — четыре котлеты по 45,4 грамма каждая и дополнительный кусочек сыра. Предлагается в Китае, Ирландии, Сербии, Японии, Турции, Малайзии, Азербайджане и Таиланде[11]. Больше не предлагается в Австралии, Новой Зеландии и Великобритании, но иногда встречается в США, Канаде и других странах. С 1 января 2020 года появился в России под названием «Двойной Биг Мак».
- «Гигант Мак» — двенадцать/тринадцать котлет в одном гамбургере, увенчанный сыром (количество котлет может различаться). Предлагался какое-то время в Германии.
- «Маккинли Мак» (англ. the Mckinley-Mac — из двух частей) — назван по имени горы на Аляске и продавался только там[12][13][14][15]. Также известен как Бо́льший Биг-Мак (англ. Bigger Big Mac, игра слов), промопродукт на время Чемпионата мира по футболу 2006 года.
- В Индии, где индусы не едят говядину, «Биг Мак» переименовали в «Махараджа Мак» и заменили говядину на баранину; сейчас, наряду с остальными продуктами компании, изготавливается и с курятиной[16][17].
- «Сын Мака» (англ. Son of Mac), также известный как Mini Mac или Baby Mac, — «одноэтажная» версия Биг-Мака. Продавался в Австралии и Новой Зеландии, сейчас ограниченно доступен как «Mac Jr» в США.
- В Израиле, где среди религиозной части населения не принято смешивать молочные и мясные продукты, предлагается специальная кошерная версия «Биг Мака» (без бекона, сыра и помидора).
- В Японии существовали варианты с яйцом (Mega Egg) и с помидором (Mega Tomato) вместо второй котлеты. Сейчас не производятся.
- В России в связи со вторжением России на Украину все предприятия McDonald’s были закрыты. В декабре 2022 года сеть «Вкусно — и точка» представила замену Биг Маку под названием «Биг Хит».

### Специальный соус
Название взято из рекламного слогана 1975 года и реклам Макдоналдс Биг Мак 2002 и 2006 годов — представление «Биг Мака»: «Две мясных котлеты гриль, специальный соус, сыр, огурцы, салат и лук — всё на булочке с кунжутом. Только так — и это — Биг Мак!» (англ. "Two all beef patties, special sauce, lettuce, cheese, pickles and onions - on a sesame seed bun").

## Пищевая ценность
В США «Биг Мак» содержит 540 ккал (2260 кДж), 29 граммов жира и 25 — белка. В Австралии, однако, гамбургер меньше и содержит 480 ккал (2010 кДж), 24,9 грамма жира.
| Страна           | Калорийность    | Углеводы    | Белки       | Жиры        | Клетчатка    | Соль           | Вес   | Источник                                                 |
| ---------------- | --------------- | ----------- | ----------- | ----------- | ------------ | -------------- | ----- | -------------------------------------------------------- |
| Аргентина        | 495 ккал        | 42 г (14 %) | 24 г (32 %) | 26 г (47 %) | 2,5 г (10 %) | 1083 мг (45 %) | 202 г | .ar                                                      |
| Австралия        | 480 ккал        | 36,2 г      | 25,3 г      | 24,9 г      |              | 800 мг         | 201 г | .au                                                      |
| Бразилия         | 504 ккал        | 41 г (14 %) | 25 г (33 %) | 27 г (49 %) | 3,5 г (14 %) | 1023 мг (43 %) |       | .br                                                      |
| Канада           | 540 ккал        | 44 г (15 %) | 24 г        | 29 г (45 %) | 3 г (12 %)   | 1020 мг (43 %) | 209 г | .ca                                                      |
| Хорватия         | 495 ккал        | 40 г (15 %) | 27 г (36 %) | 25 г (37 %) | 3 г (12 %)   | 2300 мг (46 %) | 219 г | .hr                                                      |
| Чехия            | 495 ккал (25 %) | 40 г (15 %) | 27 г (36 %) | 25 г (37 %) | 3 г (12 %)   | 2300 мг (46 %) | 219 г | .cz                                                      |
| Дания            | 497 ккал        | 43 г        | 27,1 г      | 24,1 г      |              |                | 219 г | .dk                                                      |
| Эстония          | 495 ккал        | 40 г        | 27 г        | 25 г        |              | 2300 мг        | 219 г | .ee (недоступная ссылка)                                 |
| Финляндия        | 495 ккал        | 40 г        | 27 г        | 25 г        | 3 г          | 2300 мг        | 219 г | .fi                                                      |
| Франция          | 492 ккал        | 38,9 г      | 26,2 г      | 25,8 г      | 4,2 г        | 900 мг         |       | .fr                                                      |
| Германия         | 495 ккал        | 40 г        | 27 г        | 25 г        | 3 г          | 2300 мг        | 221 г | .de                                                      |
| Греция           | 490 ккал        | 42,5 г      | 27 г        | 24 г        | 5 г          | 2000 мг        |       | .gr                                                      |
| Гонконг          | 510 ккал        | 39 г        | 25 г        | 28 г        |              | 870 мг         |       | .hk                                                      |
| Венгрия          | 495 ккал (25 %) | 40 г (15 %) | 27 г (36 %) | 25 г (37 %) | 3 г (12 %)   | 2300 мг (46 %) |       | .hu (недоступная ссылка)                                 |
| Италия           | 505 ккал        | 43 г        | 27 г        | 25 г        | 4 г          |                |       | .it (недоступная ссылка)                                 |
| Япония           | 545 ккал        | 42,7 г      | 26,1 г      | 25,8 г      | 2 г          | 864 мг         | 216 г | .jp                                                      |
| Малайзия         | 484 ккал        | 46 г        | 26 г        | 23 г        |              | 730 мг         | 209 г | .my                                                      |
| Мексика          | 600 ккал        | 50 г        | 25 г        | 33 г        | 4 г          | 1050 мг        | 219 г | .mx                                                      |
| Нидерланды       | 495 ккал        | 40 г        | 27 г        | 25 г        | 3 г          | 2300 мг        |       | .info (недоступная ссылка)                               |
| Новая Зеландия   | 464 ккал        | 33,9 г      | 24 г        | 25,4 г      |              | 1020 мг        | 195 г | .nz                                                      |
| Норвегия         | 495 ккал (25 %) | 40 г (15 %) | 27 г (36 %) | 25 г (37 %) | 3 г (12 %)   | 2300 мг (46 %) |       | .no                                                      |
| Польша           | 495 ккал        | 40 г        | 27 г        | 25 г        | 3 г          | 2300 мг        |       | .pl                                                      |
| Россия           | 503 ккал        | 42 г        | 26 г        | 25 г        | 3 г          | 2300 мг        | 208 г | .ruАрхивная копия от 7 февраля 2019 на Wayback Machine   |
| ЮАР              | 559 ккал        | 49,3 г      | 27,7 г      | 24,89 г     | 4,6 г        | 801,98 мг      |       | .za Архивная копия от 30 октября 2008 на Wayback Machine |
| Украина          | 503 ккал        | 42 г        | 26 г        | 25 г        |              | 2200 мг        |       | .ua                                                      |
| Республика Корея | 535 ккал        | 46 г (14 %) | 27 г (45 %) | 29 г (57 %) |              | 750 мг (22 %)  | 219 г | .kr                                                      |
| Швеция           | 495 ккал        | 40 г        | 27 г        | 25 г        | 3 г          | 2300 мг        |       | .info (недоступная ссылка)                               |
| Швейцария        | 495 ккал        | 40 г        | 27 г        | 25 г        | 3 г          | 2300 мг        |       | .info (недоступная ссылка)                               |
| Великобритания   | 493 ккал        | 44 г        | 26,7 г      | 22,9 г      | 5,9 г        | 2000 мг        |       | .uk                                                      |
| США              | 540 ккал        | 45 г (15 %) | 25 г (45 %) | 29 г (45 %) | 3 г (12 %)   | 1040 мг (43 %) | 214 г | .us                                                      |